# В 1905 году
«В 1905 году» (азерб. 1905-ci ildə) — пьеса азербайджанского драматурга Джафара Джаббарлы, написанная в 1931 году, повествующая о любви азербайджанца Бахши и армянки Соны на фоне межэтнических столкновений армян с азербайджанцами 1905 года в Закавказье.
Была впервые поставлена на сцене в 1931 году в Баку. Начинается с исполнения народной песни «Сары гялин» в сопровождении тара. На русский язык переведена Игорем Печеневым. 

## История создания
Решающим фактором, вдохновившим Джафара Джаббарлы приняться за художественное освещение политически очень острой и сложной темы об армяно-татарской (азербайджанской) резне 1905 года, стала встреча с Максимом Горьким, а также углублённое прочтение азербайджанским драматургом книги «По Союзу Советов» Горького.
Джафар Джаббарлы признавался, что, работая над пьесой «В 1905 году», он не ставил перед собой задачу «охватить все революционные события, имевшие место в Баку в 1905 году». По его словам, «эта тема ждет ещё своего художественного разрешения».
В 1929 году, Джаббарлы во время месячника культурного единства народов Закавказья побывал в Грузии и Армении. После этой поездки он и написал пьесу «В 1905 году». О том, как зародился замысел пьесы у Джаббарлы, он, как было опубликовано в газете «Адебият газети» («Литературная газета») от 30 мая 1934 года, говорил:
Находясь в Грузии, Армении и Нагорном Карабахе, я встречался с людьми разных национальностей. Они были заняты мирным социалистическим строительством. Я встретил однажды кочевников. Рядом со стадом шагала одна азербайджанка. Она была без чадры. Позже я встретил ещё одну женщину. Это была армянка, одетая точно, как и первая. С первого взгляда трудно было отличить их друг от друга. Домашний скарб, сельскохозяйственные орудия, обычаи, песни и танцы этих народов были одни и те же. По существу, эти два народа составляют один народ. А если так, то что толкало некогда эти народы на кровавые столкновения? Я глубоко задумался над этим вопросом, стал изучать жизнь и, таким образом, начал работать над пьесой, в которой показывается колониальная политика русского самодержавия, столкнувшая лбами с целью отвлечь внимание масс от революции два братских народа. Избрав 1905 год фоном национальной резни, я написал пьесу «В 1905 году».

## История постановок
Впервые пьеса была поставлена на азербайджанской сцене в октябре 1931 года, в сезон 1931—1932 гг. Первым постановщиком этой пьесы был приглашенный из Ленинграда режиссёр В. В. Люцце, художественное оформление спектакля дал художник П. О. Рябчиков. Эта постановка была осуществлена при ближайшем участии автора в качестве постановщика. Музыка к пьесе была написана композитором Афрасиябом Бадалбейли. В художественном оформлении спектакля было многое от конструктивизма и формализма: основные площадки были расположены по вертикали трёхэтажного деревенского дома, в котором освещались отдельные части. Образ большевика Эйваза в этом спектакле создал заслуженный артист республики Аббас-Мирза Шарифзаде.
Одновременно пьеса «В 1905 году» была показана в той же постановке Люцце — Джабарлы — Рябчикова и в армянском театре, причём сезон 1931—1932 гг. оба театра открыли этой пьесой Джаббарлы. Успех спектакля был огромным. Вскоре пьесу поставили русский театр в Баку и театр имени Сундукяна в Ереване. Театровед Джафар Джафаров пишет, что 1931 год благодаря пьесе «В 1905 году» «принёс крупную победу азербайджанскому сценическому искусству».
В 1937 году состоялась изменённая постановка пьесы «В 1905 году» режиссёром Исмаилом Идаятзаде. Театровед Джафар Джафаров отмечает, что постановка 1937 года, в которой режиссёр Исмаил Идаятзаде намного усилил звучание образов большевиков Володина и Эйваза, расширил изображение революционной борьбы в 1905 году, стремясь тем самым преодолеть свойственные пьесе недостатки, значительно изменилась к лучшему. Роль Эйваза в новой постановке Идаятзаде вновь сыграл уже народный артист республики Аббас-Мирза Шарифзаде.

## Анализ произведения
Востоковед Люциан Климович отмечал, что пьеса «В 1905 году» наряду с пьесой «Алмас» Джаббарлы отличается «высокими сценическими качествами и яркой языковой характеристикой действующих лиц». По словам критика и литературоведа Касума Касум-заде удачной в пьесе «В 1905 году» является то, что герои пьесы — азербайджанец и армянка. Таким образом, Джафар Джаббарлы, по словам Касум-заде, решает как социально-бытовые вопросы, так и вопрос о судьбе двух семей. В прологе и эпилоге пьесы показано как живёт великая любовь Бахши и Соны, как их дети уже в советскую эпоху продолжают искоренять старые традиции.
Тем не менее Касум-заде отмечает, что взаимоотношения молодой Соны и молодого Бахши показаны в пьесе не совсем ясно. Согласно Касум-заде, Джаббарлы в пьесе «В 1905 году» с позиций пролетарского интернационализма «трактует национальный вопрос, единство народов в борьбе против самодержавного строя, великое значение исторической дружбы народов». Касум-заде считает, что в пьесе «В 1905 году» разоблачаются махинации буржуазных националистов, «пытавшихся вызвать национальный раздор среди народов и показаны нерушимые традиции дружбы между этими народами». На передний план, по словам Касум-заде, Джафар Джаббарлы выдвинул единство армянского и азербайджанского народов.
По словам литературоведа Мамеда Арифа пьеса «В 1905 году» является многоплановым произведением, в которой массовые народные сцены перемежаются с эмоционально-лирическими. мамед Ариф отмечает, что стремясь отобразить характерные черты революционного движения в многонациональном, промышленном городе Баку, Джаббарлы сосредоточил своё внимание на взаимоотношениях трудящихся различных национальностей.
Приехавший в Баку драматург Всеволод Вишневский, посмотрев в 1934 году на сцене Русского бакинского театра пьесу «В 1905 году», писал:
Прекрасно зная жизнь, автор вывел на сцену целую галерею человеческих образов. По моему мнению, национальные типы в этой галерее — два старика, Карапет и несколько других получились более удачными. Исключительно хороша сцена встречи двух стариков.
М. Гусейнова писала, что как по своему содержанию, так и по сценическому построению эта пьеса была новой для азербайджанского театра. Согласно Гусейновой и Мамеду Арифу, Джаббарлы в пьесе показал столкновение четырёх основных социальных групп. Согласно Гусейновой, в первую группу входили «защитники царского самодержавия», в числе которых был генерал-губернатор Баку, его жена, полицмейстер, градоначальник, прокурор, председатель суда и казаки. Вторая группа состояла из активных борцов с царизмом, которые по словам Гусейновой олицетворяли собою «революционные силы Азербайджана». В их число входили рабочие Володин, Эйваз Асриян, подпольщики Исак и Арам, старый Бакши и рабочие нефтепромыслов. Третья социальная группа состояла из представителей азербайджанской и армянской буржуазии, а также владельцев богатейших нефтепромыслов: Саламов, Агамян, Багадур-бек и др. Беднейшее же крестьянство, состоящее из азербайджанцев и армян (Аллахверди, Имамверди), составляло четвёртую группу. В образе генерал-губернатора, по мнению Гусейновой и Мамеда Арифа, показан один из «шпионов царского правительства».
Авторы книги «История советского драматического театра» писали, что спектакль воскрешал в памяти кровавые события армяно-азербайджанской резни в 1905 году, «спровоцированной азербайджанской и армянской националистической буржуазией при активной поддержке царизма, стремившегося ослабить и предотвратить дальнейшее развитие революционной борьбы на одной из южных окраин Российской империи».
Вартан Аджемян, говоря о пьесе, отмечает, что «при всей масштабности охвата событий автор добивается подлинной глубины художественного проникновения в их суть». В качестве примера Аджемян приводит сцену баррикад, когда два друга, Аллахверди и Имамверди, стечением обстоятельств оказавшиеся в противоположных лагерях, поначалу дерутся как враги, но, узнав один другого, проклинают те силы, которые затеяли эту кровавую резню:
Джабарлы сумел довести до каждого рядового читателя и зрителя свою мысль. Только человек образного мышления, большой мастер мог задумать такую сцену. В основе же образного мышления Джабарлы лежит подлинная гражданственность.

## Похожая тема в литературе
- Асли и Керем — анонимный дастан о любви азербайджанца Керема и армянки Асли.
- Красное покрывало — рассказ А. Бестужева о любви азербайджанки к русскому офицеру.
- Бахадур и Сона — повесть Наримана Нариманова о любви азербайджанца-студента Бахадура и армянки Соны.
- Романтическая история — рассказ Стефана Зорьяна о любви азербайджанца Али и армянки Катарине.
- Али и Нино — роман Курбана Саида о любви азербайджанца Али и грузинки Нино.